# Glycera baltica
Glycera baltica är en ringmaskart som beskrevs av Alfred Eisenack 1939. Glycera baltica ingår i släktet Glycera och familjen Glyceridae. Inga underarter finns listade i Catalogue of Life.